# Kosé
Kabushiki-kaisha Kōsē (jap. 株式会社コーセー, w skrócie Kosé jap. コーセー, zapis stylizowany KOSÉ) – japońskie przedsiębiorstwo kosmetyczne zajmujące się produkcją i sprzedażą kosmetyków z siedzibą w Chūō, Tokio.

## Historia
2 marca 1946 roku Kōzaburō Kobayashi zakłada Kobayashi Gomei Kaisha w Oji (obecnie Kita) w Tokio i rozpoczyna produkcję i sprzedaż kosmetyków.
Od lat 60. XX wieku firma zaczęła rozszerzać swoją międzynarodową obecność w Azji, a w maju 1963 roku Kosé i francuski L’Oréal podpisały umowę o współpracy technicznej, która trwała do 2001 roku.
Początkowo firma działała pod marką „KOSEI”, która została przemianowana w 1991 roku na „KOSE”, ale z powodu obaw, że nazwa może być odczytywana jako „kouzu” w krajach anglojęzycznych, pisownia została zmieniona na „KOSÉ” (z akcentem na E). Nazwa firmy i marki Kosé pochodzi od słowa „ko” (孝) oznaczającego Kōzaburō Kobayashi, który założył poprzednika Kobayashi Gomei Kaisha, oraz „makoto” (誠) oznaczającego szczerość.
W 2000 roku spółka została notowana w pierwszej sekcji Tokijskiej Giełdy Papierów Wartościowych.
W 2009 roku uruchomiono projekt„SAVE the BLUE”, w ramach którego część dochodów ze sprzedaży produktów Sekkisei została przeznaczona na ochronę środowiska.
W grudniu 2019 roku w Ginzie otwarto nowy sklep koncepcyjny Maison KOSÉ, zintegrowany z platformą cyfrową.
Ponadto Kose uzyskało certyfikat Ministerstwa Gospodarki, Handlu i Przemysłu jako korporacja z zaawansowanym zarządzaniem zdrowiem (White 500) w latach 2017, 2018 i 2019 oraz jako korporacja z zaawansowanym zarządzaniem zdrowiem w latach 2020, 2022, 2023 i 2024.

## Produkty
Gama produktów firmy obejmuje produkty do pielęgnacji skóry, nawilżające i tonizujące, pomadki, szampony, odżywki do włosów, mydła, środki do mycia twarzy, balsamy przeciwstarzeniowe i wybielające, narzędzia kosmetyczne i suplementy diety.
Kosé sprzedaje te produkty pod markami Decorate, Jill Stuart, Bioliss, Clear Turn, Suncut, Infinity, Predia i Awake.

## Reklamy
Przez lata produkty Kosé były reklamowane przez m.in. modelki, znane osobowości i sportowców, w tym przez japońskiego siatkarza Rana Takahashi, Namie Amuro, Yuzuru Hanyū czy Keiko Kitagawe.